# Kočane
Kočane (en serbe cyrillique : Кочане) est une localité de Serbie située dans la municipalité de Doljevac, district de Nišava. Au recensement de 2011, elle comptait 1 455 habitants.
Kočane est officiellement classé parmi les villages de Serbie.

## Démographie

### Évolution historique de la population
| 1948  | 1953  | 1961  | 1971  | 1981  | 1991  | 2002  | 2011  |
| ----- | ----- | ----- | ----- | ----- | ----- | ----- | ----- |
| 1 465 | 1 547 | 2 012 | 1 594 | 1 605 | 1 595 | 1 591 | 1 455 |

|  |